# Château de Cambron
Pour les articles homonymes, voir Château de Cambron (Belgique) et Cambron (homonymie).
Le château de Cambron est un château situé à Fontaine-lès-Vervins, en France.

## Localisation
Le château est situé sur la commune de Fontaine-lès-Vervins, dans le département de l'Aisne.

## Historique
Reconstruit en 1551 par Raoul III de Coucy-Poilcourt (fils de Raoul II + 1515, chambellan de Louis XII et d'Hélène de Gobert de la Chapelle sa seconde épouse). Il vécut et mourut en 1561 au château de Cambron dont un fils Louis de son premier mariage et trois enfants naturels reconnus de son second mariage que Jacques son neveu recueillit après sa mort  :
- Charlotte, dame de Cambron, épouse Étienne d'Ivory +1573 sgr d'Escordal 3e fils de Bernard et Marie de Penigault dont:
 Étienne, seigneur de Cambron, épouse Jeanne de Villelongue et Christophe, sgr de La Morteau épouse Antoinette d'Ongnies d'une des plus illustres familles de l'Artois.
- Isabeau
- Jeanne

Armes des Ivory: "de sable, à 3 besants d'argent, couronne de Comte, supports de deux lions".
XVIIe siècle : famille Monjot dont :
- Adrien de Monjot, seigneur de Gercy, épouse le 29 avril 1642 Anne d'Ivory
- Philippe François de Monjot, écuyer, seigneur de Cambron, fils du précédent. Enfants Louis et Marie-Thérèse
- Louis Joseph Dieudonné de Monjot, capitaine de Dragons, fils du précédent

Armes des Monjot: "d'azur à trois trèfles d'argent, deux en chef et un en pointe" 
Le monument est inscrit au titre des monuments historiques en 1928.